# Anna Sui
Anna Sui (tradiční čínština: 蕭志美, zjednodušená čínština: 萧志美, pchin-jin: Xiao Zhìměi, japonština: アナスイ) (* 4. srpna 1964 Detroit) je americká módní návrhářka. Byla označena za jednu z „5 nejlepších módních ikon dekády“ a v roce 2009 získala od Rady amerických módních návrhářů (anglicky Council of Fashion Designers of America; CFDA) cenu Geoffreyho Beenea za celoživotní přínos (anglicky Geoffrey Beene Lifetime Achievement Award), podobně jako návrháři Yves Saint Laurent, Giorgio Armani, Ralph Lauren a Diane von Furstenberg. Její značka zahrnuje několik módních řad, obuv, kosmetiku, parfémy, brýle, šperky, módní doplňky, interiérové doplňky a dárkovou kolekci. Výrobky Anny Sui jsou prodávány prostřednictvím vlastní sítě prodejen a distributorů po celém světě ve více než 50 zemích světa. V roce 2006 časopis Fortune odhadl celkovou hodnotu módního impéria Sui na více než 400 milionů amerických dolarů.